# Witalis Leporowski
Witalis Leporowski (ur. 14 kwietnia 1907. w Poznaniu, zm. 30 sierpnia 1978 tamże) – wioślarz, olimpijczyk z Berlina 1936.

## Życiorys
Reprezentował klub KW 04 Poznań. Siedmiokrotnie startował w mistrzostwach Europy zdobywając dwa brązowe medale: w ósemce (1929) i w dwójce ze sternikiem (1935). Na igrzyskach olimpijskich w 1936 roku odpadł w eliminacjach konkurencji czwórek ze sternikiem.
Został pochowany na Cmentarzu Junikowo w Poznaniu.